# Weiherfeld (Mitterfels)
Weiherfeld war ein amtlicher Ortsteil von Mitterfels im niederbayerischen Landkreis Straubing-Bogen. Die ehemalige Einöde ist heute im Ort Mitterfels aufgegangen.

## Der Ort
Heute ist Weiherfeld eine Ortslage im Norden von Mitterfels, östlich der Staatsstraße 2140, dort, wo die Straße Weiherfeldring verläuft.
Die letztmalige Erwähnung in den amtlichen Ortsverzeichnissen für Bayern erfolgte mit den Volkszählungsdaten von 1961 für den Gebietsstand 1. Oktober 1964.

### Einwohnerentwicklung
| Jahr      | 1838 | 1860 | 1861 | 1871 | 1875 | 1885 | 1900 | 1925 | 1950 | 1961 |
| --------- | ---- | ---- | ---- | ---- | ---- | ---- | ---- | ---- | ---- | ---- |
| Einwohner | 6    | 8    | 5    | 5    | 5    | 9    | 8    | 8    | 4    | 4    |